# Ellen G. White
Ellen Gould White (Gorham, Maine; 26 de noviembre de 1827-St. Helena, California; 16 de julio de 1915), también conocida como Elena G. de White, fue una autora adventista estadounidense, cuyo liderazgo llevó al establecimiento de la Iglesia Adventista del Séptimo Día. 
Fue una figura controvertida en su tiempo, y aún genera muchas discusiones, especialmente entre los otros grupos cristianos, así como de los no religiosos. Afirmó haber recibido visiones después del Gran Chasco, en el que no se cumplió el segundo regreso de Jesús, (fijado para el 22 de octubre de 1844, señalado por William Miller, de quien ella era seguidora). Sus visiones dieron base para que el movimiento adventista considerara que en ella se manifestó el don de profecía, lo cual dotó a sus escritos de gran importancia para los creyentes de esta denominación. 
Promovió el vegetarianismo, así como la evangelización y difusión del adventismo en diferentes lugares del mundo. Durante su vida escribió más de 5000 artículos de periódicos y 40 libros; actualmente, incluyendo las compilaciones de sus 100 000 páginas de manuscritos, se han publicado cerca de 100 libros, los cuales han sido traducidos a más de 144 idiomas en el mundo. 
Además, estableció mediante sus escritos los principios adventistas respecto a la salud y el cuidado del cuerpo, como el vegetarianismo y la abstinencia de sustancias como el alcohol y el café.

## Biografía

### Nacimiento y familia
Ellen Gould Harmon y su hermana gemela Elisabeth nacieron el 26 de noviembre de 1827 en una granja (ahora conocida como Fort Hill Farm) cerca de Gorham, Maine, una aldea situada a unos 19 km al oeste de la ciudad de Portland, en el mismo estado de Maine, al noreste de los Estados Unidos. Robert F. y Eunice G. Harmon tenían una familia de ocho hijos y pocos años después del nacimiento de Ellen y su hermana, la familia se mudó a Portland, en donde su padre se dedicó a la fabricación de sombreros.
Los padres de Ellen, Robert Harmon y Eunice Gould, pertenecían a la Iglesia metodista. 
La salud de Ellen cuando era niña fue muy precaria, esto debido a un accidente que sufrió en 1836, al volver de la escuela donde estudiaba. Ella misma describe sobre esta experiencia:

«Mis maestras me aconsejaron que dejase de asistir a la escuela y no prosiguiese los estudios hasta mejorar de salud. La más terrible lucha de mi niñez fue el verme obligada a ceder a mi flaqueza corporal y decidir que era preciso dejar el estudio y renunciar a toda esperanza de educación».

La educación de Ellen fue limitada aproximadamente a los 10-11 años.

### Accidente en la niñez
En 1836, al volver de la escuela, una niña le lanzó una piedra que le dio en la cara, le fracturó el tabique de la nariz. Este accidente fue causa de una epilepsia de lóbulo temporal, a la que los escépticos adjudican sus posteriores visiones de índole religioso.

### En el movimiento millerista
Ellen G. White fue bautizada a la edad de 13 años en la Iglesia metodista. Ellen, junto con otros miembros de su familias, asistieron a las reuniones adventistas en Portland entre 1840 y 1842. Aceptaron completamente los puntos presentados por William Miller y su equipo de predicadores, y confiaban en que Jesús regresaría a la tierra inicialmente en 1843, y luego en 1844.
Las fervientes actividades de la familia en promulgar la doctrina del advenimiento indujo a la Iglesia metodista de Portland a expulsar a la familia de la feligresía de la misma, a finales de 1843. Llegado el 22 de octubre de 1844, el profetizado segundo advenimiento no ocurrió. Este hecho se conoce como el «gran chasco».

### Matrimonio y familia

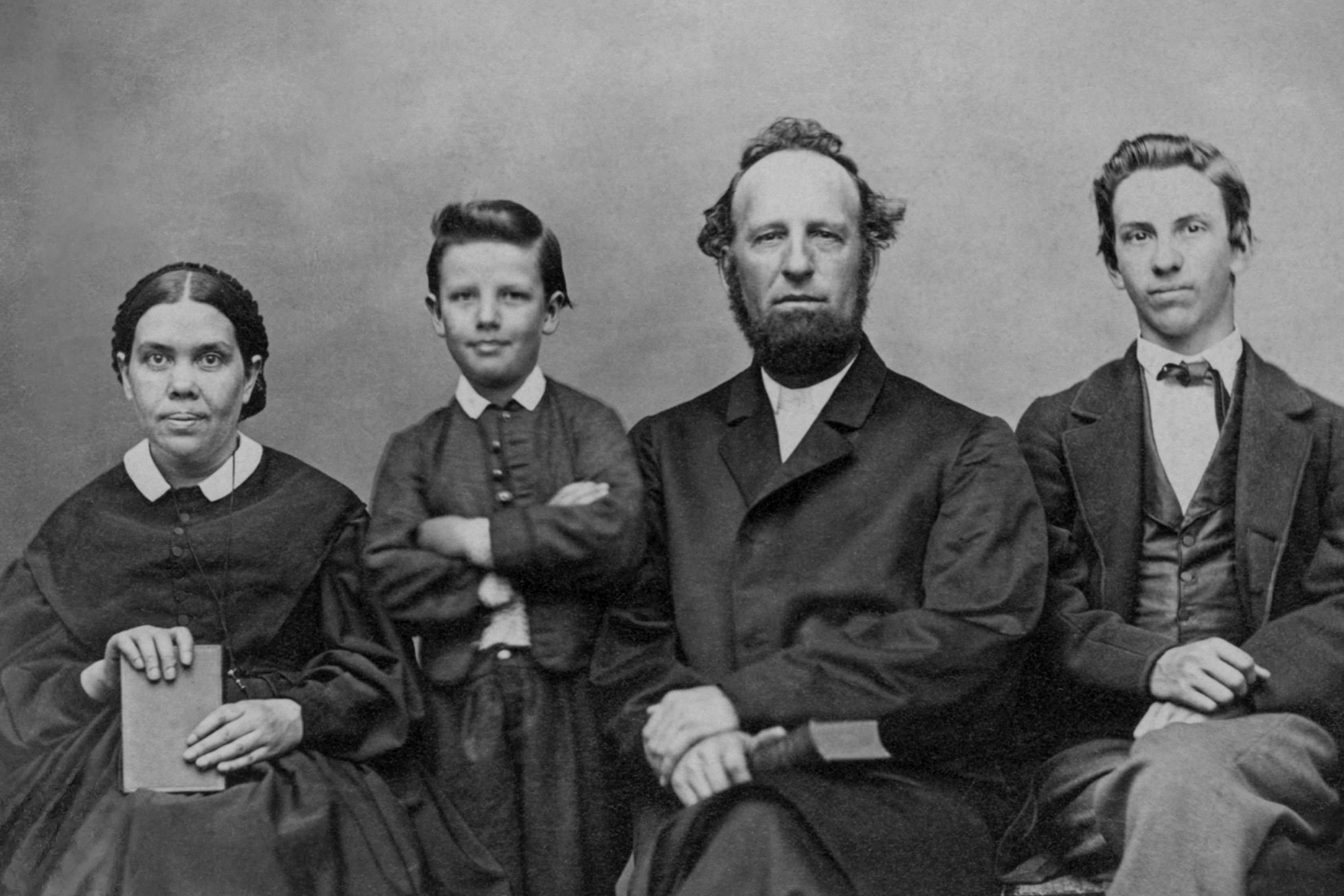
Ellen White y su familia en 1865.

En un viaje a Orrington, Maine, conoció a un joven ministro adventista, llamado James Springer White con quien se casó el 30 de agosto de 1846. El hogar de los Harmon en Gorham, fue su primer lugar de residencia.
Un año después de su matrimonio, nace Henry Nichols White, su primer hijo. Para 1849 nace su segundo hijo James Edson White, y en 1854 nace su tercer hijo William C. White. En 1860 nace el cuarto hijo de la familia John Herbert White, quien fallece a los tres meses de edad.
La señora White enviuda en 1881. Su esposo James White muere a la edad de 60 años.

### Libros escritos por Ellen
- El Camino a Cristo
- El Camino a Cristo -Estudio Bíblico-
- Conducción del niño
- Consejos para la iglesia: Un manual de creencias doctrinales y vida cristiana
- Consejos sobre el régimen alimenticio
- Consejos sobre mayordomía cristiana
- Cristo en su Santuario
- El Conflicto de los Siglos
- El Deseado de todas las gentes
- El discurso maestro de Jesucristo
- El hogar cristiano
- El ministerio de curación
- El ministerio de la bondad
- Eventos de los últimos días
- La educación
- La historia de la redención
- Los hechos de los apóstoles
- Mensajes para los jóvenes
- Mente, carácter y personalidad: Tomos 1 y 2
- Palabras de vida del gran Maestro
- Patriarcas y profetas
- Primeros escritos
- Profetas y reyes
- Servicio cristiano
- Testimonios acerca de conducta sexual, adulterio y divorcio
- La Música

### Ministerio religioso
El ministerio religioso de la señora White fue muy activo. Ella escribía libros, con ayuda de secretarias, predicaba y visitaba a los creyentes adventistas en los Estados Unidos, Europa y Australia.
En cuanto a su producción literaria se tienen como relevantes las siguientes fechas:
- 1851. julio. Publica su primer libro, A Sketch of Experience and Views (Bosquejo de experiencia y visiones). 1852-1855 En Rochester, Nueva York, donde su esposo publicó Review and Herald y Youth's Instructor (El instructor de la juventud).

- 1855. diciembre Se publicó Testimony for the Church (Testimonio para la Iglesia), número 1, un folleto de 16 páginas.

- 1865. Publicación de seis folletos, Health: or How to Live (Salud o cómo vivir).

- 1870. Se publicó The Spirit of Prophecy (El Espíritu de Profecía), tomo 1; predecesor de Patriarcas y Profetas.

- 1877. Se publicó The Spirit of Prophecy (El espíritu de profecía), tomo 2, precursor de El Deseado de Todas las Gentes.

- 1878. Se publicó The Spirit of Prophecy(El espíritu de profecía), tomo 3, predecesor de la última parte de El Deseado de Todas las Gentes y Los Hechos de los Apóstoles.

- 1882. Se publicó Primeros Escritos, incorporando tres de sus libros anteriores.

- 1884. Se publicó The Spirit of Prophecy (El Espíritu de Profecía), tomo 4; predecesor de El Conflicto de los Siglos.

- 1889. Se publicó Testimonies (Testimonios), tomo 5, incluyendo Testimonies, (Testimonios) números 31-33 (746 páginas).

- 1890. Se publicó Patriarcas y Profetas.

- 1892. Se publicaron El Camino a Cristo y Obreros Evangélicos.

- 1896. Se publicó El Discurso Maestro de Jesucristo.

- 1898. Se publicó El Deseado de Todas las Gente.

- 1900. Se publicó Palabras de Vida del Gran Maestro.

- 1910. Concentró su atención en la finalización de Los Hechos de los Apóstoles y la nueva edición de El Conflicto de los Siglos, obra que se extendió hasta 1911 inclusive.

- 1911-1915 A edad avanzada, realizó solo unos pocos viajes al sur de California. En Elmshaven se dedicó al trabajo literario, concluyendo Profetas y Reyes y Consejos para Padres y Maestros.

En cuanto a su trabajo misionero y administrativo de la iglesia cabe mencionar como relevantes los siguientes hechos:
- 1845, Primavera (en hemisf. norte; marzo-junio) Viajó al este de Maine para visitar a los creyentes: conoció a Jaime White.

- 1848, 20-24 de abril. Asistió al primer de los adventistas observadores del sábado en Rocky Hill. Connecticut.

- 1848, 18 de noviembre Visión para comenzar la obra de publicación "Streams of Light", (Rayos de luz).

- 1849, julio Primero de los once números de The Present Truth (La verdad presente), editada como resultado de la visión de noviembre de 1848.

- 1855, noviembre se muda con su familia con la planta impresora a Battle Creek, Míchigan.

- 1860, 29 de septiembre. Elección del nombre Adventista del Séptimo Día para la iglesia que ayudó a establecer.

- 1866, 5 de septiembre. Inauguración del Instituto Occidental de Reforma Pro-salud predecesor del Sanatorio de Battle Creek.

- 1876, agosto. Habló a 20.000 personas en el congreso anual de Groveland, Massachusetts.

- 1877, 1.º de julio Habló a 5.000 personas en Battle Creek sobre temperancia.

- 1881, noviembre. Asistió al congreso anual de California en Sacramento y participó en la planificación de un colegio en el oeste, que abrió sus puertas en 1882, en Healdsburg.

- 1885, Verano (en hemisf. norte; junio-septiembre) Partió de California rumbo a Europa.

- 1888, octubre-noviembre Asistió a la sesión de la Asociación General en Mineápolis.

- 1892, 12 de septiembre Zarpó hacia Australia vía Honolulu.

- 1892, junio. Habló en ocasión de la inauguración de la Escuela Bíblica Australiana en dos edificios alquilados en Melbourne.

- 1894, enero. Ayudó en la planificación de un colegio permanente en Australia.

- 1901, abril. Asistió al Congreso de la Asociación General en Battle Creek.

- 1904, abril-septiembre Viajó al este para prestar ayuda en la iniciación de la obra en Washington, D. C., para visitar a su hijo Edson en Nashville y para asistir a importantes asambleas.

- 1904, noviembre-diciembre. Se comprometió en la búsqueda del lugar y el establecimiento del Sanatorio de Paradise Valley.

- 1905, mayo. Asistió a la sesión de la Asociación General enWashington, D. C. 1905 Se publicó El Ministerio de Curación.

- 1905, junio-diciembre. Se comprometió en la ubicación y el comienzo del Sanatorio de Loma Linda.

## Muerte
Falleció el 16 de julio de 1915 en su casa de Elmshaven, que ahora es un sitio histórico adventista. Después de tres funerales, fue enterrada con su esposo James S. White en el cementerio de Oak Hill, Battle Creek, Míchigan.

## Teología

### Énfasis doctrinales
La figura de la señora Ellen (o Elena, como es conocida mejor en Hispanoamérica) en el desarrollo de las doctrinas de la Iglesia Adventista del Séptimo día es innegable. Su esfuerzo en la publicación de libros, revistas, y de establecer un sistema educativo y médico denominacional ayudaron a que esta iglesia creciera y saliera de los Estados Unidos.
Sus énfasis doctrinales hacen diferente al adventismo de otras corrientes cristianas, y muchas de las críticas de otros grupos protestantes y católicos se hacen con frecuencia por estos. Dentro de los énfasis doctrinales de la señora White están:
1. La pronta venida de Jesús. El segundo advenimiento será un hecho. Esto hace que la iglesia refuerce su celo misionero, y se alienta a los creyentes a estar "preparados" para la parusía.
2. La historia es un escenario bélico. La señora White concibe la historia humana como resultado de un conflicto entre Cristo y Satanás. La señora White afirmó que los Estados Unidos tendrán un papel en el fin del mundo, pues según ella, se pondrán de lado con la Iglesia Católica para perseguir a los observadores del sábado en todo el mundo, bajo pena de muerte. Después de este "tiempo de angustia" vendrá la segunda venida de Jesús para llevarse a sus fieles durante 1000 años y entonces regresarlos a una tierra renovada justo como estaba en la creación.
3. El sábado es el sello de Dios. En la teología de la señora White la observancia del sábado como día de reposo es fundamental para distinguir a los verdaderos creyentes 
(Ver Éxodo 20:8-10.) 
(Ver Marcos 15:42.) 
(Ver Marcos 16:9.). Los que observan el domingo (católicos, ortodoxos y demás protestantes) tendrán la "marca de la bestia" (esta marca es puesta justo antes de la venida de Jesús a los que hayan aceptado el falso día de reposo: Domingo). Esta señal será un distintivo para elegir a los salvos previo a la segunda venida de Jesús. Este punto genera mucho conflicto con las demás denominaciones cristianas, pues estas la califican de exclusivistas, al considerar que sólo quien observe el sábado se salvará. También muchos teólogos protestantes consideran que esta doctrina pone más énfasis en la salvación por obras que por la fe. Los apologistas adventistas señalan que la santificación del sábado no es una doctrina impuesta arbitrariamente, sino que está descrita en el cuarto mandamiento del decálogo, y que como cualquiera de los otros mandamientos no salva al hombre, sin embargo la desobediencia a sabiendas es una demostración de rebelión en contra del Creador, la cual descalifica al creyente de la gracia salvadora. (Ver Juan 14:21.)
4. Los muertos no van al cielo ni al infierno. En la teología adventista se recompensará a los creyentes sólo después de la segunda venida de Jesús. Por lo tanto se predica que los muertos están en un estado similar al sueño, esperando el veredicto del juicio divino. Mientras que, los que hayan rechazado la Salvación recibirán su castigo luego de los mil años de los que se habla en Apocalipsis 20:5-10, ocasión en que serán destruidos para siempre, y que no permanecerán en tormento eterno.
5. Las normas pro-salud hacen parte de la moral cristiana. La abstención del tabaco, el alcohol, el café, y una dieta vegetariana se toman como norma religiosa al considerar que el cuerpo humano es templo del Espíritu Santo.

### Su actitud frente al Gran Chasco
El Gran Chasco del 22 de octubre de 1844 sorprendió a Ellen con solo diecisiete años, pero a pesar de su juventud su espiritualidad no disminuyó. Esta experiencia fue muy crítica y muchos que habían participado en el movimiento millerista, estaban dudando acerca de su experiencia o estaban abandonándola. Ella escribe lo siguiente al respecto:

«La pérdida de todos los amigos terrenales no se hubiera comparado con lo que sentimos entonces. Lloramos y lloramos hasta que el día amaneció».

### La primera visión de Ellen Harmon
En diciembre de 1844 Ellen Harmon tuvo su primera visión, la cual contribuyó a fortalecer la confianza de los otros creyentes en el advenimiento. Debido al estado precario de salud de Ellen, estaba alojada en la casa de los Haines en South Portland, Maine (EE. UU.), para aportar un poco de descanso a su madre. Su médico y sus amigos habían aceptado ya la idea de que moriría de tuberculosis. Era la hora de la meditación matinal, ella junto a un grupo de mujeres estaban orando en busca de respuestas sobre el gran chasco. Fue en este momento que esta adolescente entró en visión, y en esa visión vio un viaje simbólico del grupo de creyentes al que pertenecía hacía una ciudad celestial, con Cristo a la cabeza.
La noticia de las visiones de Ellen se difundieron localmente, pero muchos las relacionaron con el mesmerismo, pero otros reforzaron su fe en el segundo advenimiento.
Ellen relató su primera visión a un grupo de sesenta creyentes adventistas de Portland. Este pequeño grupo creyó que era Dios quien se dirigía a ellos a través de esa joven. Luego viajó con varios miembros de su familia o mujeres que ella conocía, para contar su experiencia en Maine y los estados vecinos.
Esta primera visión fue escrita por Ellen Harmon un año después, el 20 de diciembre de 1845 y publicada en el Day-Star de Cincinnati, Ohio (EE. UU.) el 24 de enero de 1846. La impresión de esta historia, que fue enviado como correspondencia personal al redactor E. Jacobs, proporcionó consuelo y fortaleció a muchos creyentes adventistas que habían visto el no cumplimiento del regreso de Cristo el 22 de octubre de 1844 por la interpretación de la profecía de Daniel 8:14.
A través de los años fue reimpresa en artículos y folletos, para finalmente formar parte del primer libro de Ellen G. White, A Sketch of the Christian Experience and Views of Ellen G. White, que apareció en 1851, posteriormente ese libro llegó a ser la primera parte del libro Early Writings

### Establecimiento del sábado como día de reposo
La idea de adoptar el sábado como día de reposo no fue de la señora White. Los esposos White lo aceptaron tras leer un folleto acerca del tema, publicado por el Capitán José Bates, ellos aceptaron el carácter sagrado del sábado como día de descanso y se unieron en la defensa de la misma. Seis meses más tarde, el sábado 7 de abril de 1847, Elena tuvo una visión en la que veía los diez mandamientos en el santuario celestial con un halo de luz que rodeaba el cuarto. Esto la convenció aún más de la importancia de realizar los servicios religiosos de la naciente iglesia y confirmó su papel como moldeadora de las doctrinas de la nueva religión. La doctrina de la adoración en sábado fue tomada del estudio de la biblia en Éxodo 20:8. En donde están grabados los diez mandamientos de Dios.
La experiencia de los primeros días de Jaime y Elena de White se vieron llenos de pobreza. Sin existir una organización eclesiástica no había una forma de sostén del ministerio regular o segura. En la actualidad los ministros adventistas son mantenidos por un porcentaje pequeño de los diezmos dado por los feligreses, el cual es igual para todos los pastores de la iglesia sin intervenir en este porcentaje su cargo, aunque aún existen ciertos ministros que se mantienen a través de la mayordomía personal (sostén propio) conocidos popularmente como misioneros voluntarios. El tiempo de Jaime White durante un año se dividió entre viajar y predicar por una parte, y ganarse la vida en el ferrocarril o en los campos de heno por la otra.
Pronto después del nacimiento de su primer hijo Enrique White, ocurrido el 26 de agosto de 1847, la joven pareja decidió dedicarse totalmente al ministerio. Enrique fue dejado al cuidado de manos ajenas a las de su madre. Esto también resultó cierto con respecto a Edson, nacido en 1849. Cuando Guillermo nació, en 1854 y Juan, en 1860, los esposos White pudieron tener su propia casa.

### Establecimiento de la publicación oficial adventista
Durante la primavera y el verano de 1848, Jaime y Elena de White asistieron a cinco conferencias sabáticas, en las cuales se dio forma a las principales doctrinas que la Iglesia Adventista sostiene como un cuerpo orgánico de enseñanza. En esas reuniones, Elena de White dirimió entre puntos difíciles de doctrina aludiendo a sus visiones como respuesta a las polémicas.
En la sexta conferencia, realizada en noviembre de 1848, Ellen White afirmó que se le había mostrado que su esposo debía publicar un pequeño periódico para diseminar "las verdades bíblicas". Como consecuencia los esposos White iniciaron la publicación de un periódico de ocho páginas denominado The Present Truth (La verdad presente). En la última parte de 1850, con el propósito de hacer que el título representara una misión más amplia, se sustituyó por el de Second Advent Review and Sabbath Herald (Revista del segundo advenimiento y heraldo del sábado), el órgano de la iglesia adventista que existe hasta hoy.
En noviembre de 1855, en respuesta a una invitación de observadores del sábado del Estado de Míchigan, el equipo de impresión fue trasladado a Battle Creek, donde los esperaba una pequeña casa editora. A medida que la iglesia se desarrollaba, Battle Creek llegó a ser su centro de operaciones y de administración, y continuó siéndolo hasta el año 1903, fecha en la cual se trasladó a Washington, D. C.
Elena de White tuvo una visión considerada importante para los creyentes durante la conferencia realizada inmediatamente después que se estableció en Battle Creek, y cuando ella la leyó a la iglesia pocos días más tarde, se tomó el acuerdo de que debía ser publicada para beneficio de todos los adventistas observadores del sábado. La publicación apareció como un folleto de 16 páginas titulado Testimonies for the Church. De año en año, a medida que Elena de White tenía visiones importantes, éstas eran publicadas en folletos, y más tarde reimpresas en los volúmenes de la colección Testimonies.

### La visión del Gran conflicto
La visión del 14 de marzo de 1858, relativa al gran conflicto, es considerada por los adventistas como la más importante de la señora White. El relato de una visión de dos horas fue publicado en la última parte del verano bajo el título de El gran conflicto entre Cristo y sus ángeles y Satanás y sus ángeles. En sus 219 páginas con tipo pequeño, ella fue trazando los puntos más importantes de la historia con un énfasis particular en los acontecimientos de los últimos días y la recompensa para los fieles. A través de los años posteriores, a medida que por el crecimiento de la iglesia se publicaban libros mayores, visiones repetidas fueron desarrollando más plenamente esa idea del conflicto, y Elena de White, en gran parte del resto de su vida, preparó libros, con ayuda de su esposo y varios secretarios, culminando con las obras: Patriarcas y profetas, Profetas y reyes, El Deseado de todas las gentes, Hechos de los apóstoles y El conflicto de los siglos.

### Organización de normas pro-salud
El 6 de junio de 1863, poco después de la organización de la Asociación General de los Adventistas del Séptimo Día, en la última parte de mayo, Elena tuvo una visión sobre la abarcante reforma relativa a la salud, en Otsego, Míchigan, unos 45 km al oeste de Battle Creek. Esta visión llamaba la atención de los adventistas del séptimo día a la importancia de un conocimiento de los principios relativos a la salud; hacía un llamamiento a regresar a un programa alimentario desprovisto de carne como el establecido en el Edén del Génesis; señalaba los peligros del uso de las drogas intoxicantes prescritas libremente en aquel tiempo; aconsejaba el uso benéfico del agua en el buen vivir y en el cuidado de los enfermos; recomendaba usar vestidos saludables, y amonestaba contra el abuso en las relaciones matrimoniales. Desde comienzos del siglo XIX, la mayoría de estos principios eran defendidos por los médicos, conferenciantes sobre temas de salud y otros líderes religioso como ser José Smith, sin embargo también se mezclaban con ellos ideas no defendidas por la señora White. A raíz de esto viene una nueva visión que se tomará para establecer la posición adventista oficial. En la publicación de esta visión Elena de White conocida como: «Este es el camino», ella da a conocer los principios de la salud. Se publicaron artículos, se imprimieron folletos y finalmente se inició una institución médica en septiembre de 1866, en Battle Creek, la que se llamó The Western Health Reform Institute (‘Instituto de Reforma Sanitaria del Oeste’). Esta fue solamente la primera de una cadena de instituciones médicas que hoy son dirigidas por la iglesia adventista alrededor del mundo.

Elena G. de White en la inauguración del sanatorio de Loma Linda, en 1905

## Iniciativas por un sistema educativo propio
En 1872 la iglesia recibió por parte de la señora White, instrucciones para establecer una institución educacional donde la juventud adventista pudiera obtener educación de acuerdo a sus principios, y jóvenes de ambos sexos se prepararan para servir en el adventismo y sus instituciones. El Colegio de Battle Creek se inició en 1874, más tarde se establecieron colegios en el este y el oeste del país, y en otros países alrededor del mundo. Posteriormente se fundaron escuelas primarias y secundarias. Artículos aparecidos en Testimony, así como algunos folletos especiales, contenían instrucciones suyas con respecto a cómo Dios establecía que estas instituciones fueran dirigidas.

## Polémicas alrededor de su figura

### Acusaciones de plagio
Los delegados a la conferencia internacional de los adventistas del séptimo día que se celebró el año 2010 reafirmaron que Ellen G. White fue “inspirada de la misma manera en que lo fueron los profetas de la Biblia.” Ella escribió más de 50 libros. 
El pastor Walter Rea afirma que las pruebas son tan claras que “puedo hacer que un camionero note eso por sí mismo.” Declara que las fuentes de consulta de Ellen White fueron a menudo obras de escritores religiosos de mediados del siglo diecinueve que no eran adventistas, y ofrece una cantidad de ejemplos para probar su afirmación. Afirma que, hasta la fecha, no ha encontrado una obra de importancia escrita por Ellen White en la que no se haya utilizado una fuente ya publicada. “Ellen nunca se resignó a reconocer la influencia humana en sus escritos.”, dice Rea.
En sus comentarios acerca del descubrimiento de esta apropiación literaria, Donald R. McAdams, presidente del Colegio Adventista del Sudoeste, de Keene, Texas, escribió: 

“Ellen White es una parte tan céntrica de la vida de los adventistas del séptimo día que sus palabras penetran en prácticamente toda área de la enseñanza y práctica adventista. . . . El que se considere que sus palabras posiblemente se hayan derivado de otra persona y que no necesariamente sean la autoridad final introduce un elemento de caos en el mismo corazón del adventismo, lo cual hace que todos nos sintamos incómodos.”

Es interesante notar que Ellen White ha sido a veces el centro de acusaciones que afirman que sus asistentes literarias escribieron sus libros, o que cometió plagio (copiar ilegalmente de otras fuentes) en la mayor parte de lo que ella escribió. No obstante, en el prefacio de El conflicto de los siglos, ella afirmó que había usado otros libros:

“En algunos casos, cuando he encontrado que un historiador había reunido los hechos y presentado en pocas líneas un claro conjunto del asunto, o agrupado los detalles en forma conveniente, he reproducido sus palabras [...]. Y, al referir los casos y los puntos de vista de quienes siguen adelante con la obra de reforma en nuestro tiempo, me he valido en forma similar de las obras que han publicado”

En 1981, la Asociación General solicitó los servicios legales de Vincent L. Ramik, abogado especialista en derechos de autor quien había estudiado cerca de 1000 casos de copyright en la historia legal de Estados Unidos, quien estudiaría el asunto. Después de pasar más de trescientas horas investigando, llegó a la conclusión de que “Elena G. de White no fue plagiaria y que sus obras no constituyen plagio ni violaciones de los derechos de autor”. En el informe legal de 27 páginas acerca de los escritos de Elena G. de White concluye que: 
1. Sus selecciones permanecieron bien dentro de los límites legales del uso correcto.
2. Elena de White usó los escritos de otros; pero en la manera en que los usó, los convirtió singularmente en suyos, adaptando las selecciones dentro de su propio marco literario.
3. Elena de White motivó a sus lectores a adquirir copias de algunos de los muchos libros que ella usaba, demostrando que no intentó ocultar el hecho de su uso de las fuentes literarias y que no tuvo intención de defraudar o reemplazar las obras de cualquier otro autor.
4. El hecho de que los libros que usó Ellen White no estaban protegidos por derechos de autor.[13]

Investigaciones actuales han comprobado que la documentación a la cual recurrió equivale aproximadamente a un 2 por ciento del total de su producción literaria, aunque otras fuentes pueden dar datos diferentes.
El estudio más importante, realizado dentro del adventismo a solicitud de la Asociación General, estuvo a cargo del Dr. Fred Veltman en la década de 1980, especialista en lenguas y análisis de fuentes, luego de una investigación de 6 años que involucraba 15 capítulos al azar del libro El Deseado De Todas Las Gentes, concluyó que aproximadamente el 31% de las oraciones presentaban dependencia literaria.
El Centro White, una Institución Adventista,  informó sobre los siguientes porcentajes más altos de dependencia literaria, documentados entre 1983 y el año 2000 :
El conflicto  de los siglos 20,16 %￼, Sketches From the Life of Paul 12,23%, El camino a Cristo 6,23%, Los hechos de los Apóstoles 3,05% .

### Conflictos con hechos científicos
Algunas declaraciones hechas por la señora White causan conflictos con el conocimiento científico. Estas declaraciones son presentadas por los escépticos como evidencia en contra el presunto "don de profecía" de la señora Ellen White, ya que estas declaraciones son mostradas como reveladas por Dios y entran en conflicto con lo que la ciencia ha logrado conocer sobre la naturaleza. Sin embargo, sí que pareció acertar en lo referente a sus prédicas sobre una dieta sana, baja en azúcar y alta en frutas, verduras y fibra, así como el no consumo de alcohol y tabaco, denominadas "reforma pro-salud", es un factor que ayuda a evitar varios tipos de cáncer, especialmente los del tracto digestivo.
Los siguientes son algunas de las ideas polémicas de la señora White que entran en conflicto con la ciencia: 

#### La hipótesis de la amalgama
Entre los tópicos más discutidos por los críticos de la Iglesia Adventista, se encuentra la polémica hipótesis de la "Amalgamación de las Especies" desarrollada por la señora White en sus obras. Esta hipótesis sostiene que el origen de muchas especies y de ciertas razas humanas (no precisamente la caucásica). Esta hipótesis fue lanzada por White como alternativa a la evolución por selección natural. Las declaraciones de la "amalgamación" levantaron polémica por racistas y fueron editadas y censuradas. El pastor Uriah Smith intentó zanjar la cuestión en 1868 publicando una defensa de Ellen White, conjeturando que la unión del hombre y la bestia había creado razas tales como los "bosquimanos salvajes de África", (The Visions of Mrs. E. G. White, p. 103) cabe mencionar que ella jamás aprobó la interpretación racista de Smith.

"Pero si hubo un pecado por encima de los demás que clamaba por la destrucción de la raza por el diluvio fue el crimen básico de la amalgama de hombre y bestia que desfiguró la imagen de Dios, y causó confusión por todas partes. Dios se propuso destruir por un diluvio esta raza poderosa y longeva que había corrompido sus caminos delante de él". Spiritual Gifts, tomo 3, p. 64.

"Todas las especies de animales que Dios había creado fueron preservadas en el arca. Las especies confusas que Dios no creó, que fueron el resultado de la amalgama, fueron destruidas por el diluvio. Después del diluvio ha habido amalgama de hombres y de bestias, como se puede ver en la casi infinita variedad de especies de animales, y en ciertas razas de hombres.". Spiritual Gifts, tomo 3, p. 75.
fuente

Los apologistas de las obras de Elena White, resaltan que ella no hizo mención de una mezcla híbrida de humano animal, únicamente de las prácticas idolátricas paganas que utilizaron imágenes mitad hombre-animal, aún en tiempos de las longevas razas descritas en la Biblia y el resultado del pecado, evidenciado en la degradación de las especies del mundo recién creado. Dado que se expresaba en términos espirituales de un fuerte trasfondo bíblico, hacen un paralelismo de los días peri diluvianos con la imagen escatológica de la bestia de apocalipsis 13, que al ser aceptada por el hombre provoca la ira de Dios y la destrucción final.
fuente

#### La edad de la Tierra
La señora White no aceptó que la Tierra tiene más de 10 000 años de antigüedad, y por ello no aceptó que las eras geológicas establecidas a partir de las capas geológicas, ni que los fósiles allí contenidos fuesen evidencia de la historia de la Tierra y la vida en ella. 

"Muchos que profesan creer el registro bíblico no saben cómo explicar las maravillosas cosas que son encontradas en la Tierra, con la idea de que la semana de la creación fue de siete días literales, y que el mundo tiene ahora solamente alrededor de seis mil años de vida." 1864 Spiritual Gifts, vol. 3, 92.

"Los geólogos incrédulos alegan que el mundo es mucho más viejo que lo que el registro bíblico dice. Rechazan el registro bíblico a causa de aquellas cosas que para ellos son evidencias que en la misma tierra se encuentran, de que el mundo ha existido miles y miles de años. Y muchos que profesan creer en el registro bíblico no saben cómo explicar las maravillosas cosas que son encontradas en la tierra, con la idea de que la semana de la creación fue solamente de siete días literales, y que el mundo tiene ahora alrededor de seis mil años de vida. Estos, para librarse de dificultades arrojadas en su camino por geólogos incrédulos, adoptan la postura de que los seis días de la creación fueron seis largos e indefinidos períodos, y que el día de descanso de Dios fue otro período indefinido; dejando sin sentido el cuarto mandamiento de la Santa ley de Dios. Algunos ansiosamente reciben esta posición porque destruye la fuerza del cuarto mandamiento, y sienten una liberación de los reclamos de éste sobre ellos. Tienen ideas limitadas del tamaño de los hombres, animales y árboles antediluvianos, y de los grandes cambios que en esa época tuvieron lugar en la tierra." Declaración de 1864.

La señora White afirmó haber recibido una revelación según la cual todas las especies conocidas en el registro fósil (mamuts, dinosaurios, etc.) coexistieron con los humanos antes del diluvio universal de la Biblia. Este evento según la cronología bíblica habría ocurrido aproximadamente en el 2000 a. C. y del diluvio se derivarían todas las rocas con fósiles.

"Huesos de hombres y animales son encontrados en la tierra, en montañas y valles, comprobando que hombres y bestias mucho más grandes vivieron una vez sobre la tierra. Se me mostró que animales muy grandes y poderosos que ahora no existen, existían antes del diluvio. Se encuentran a veces instrumentos de guerra; también madera petrificada. A causa de que los huesos de seres humanos y de animales encontrados en la tierra, son mucho más grandes que aquellos de hombres y animales que ahora viven o que han existido por muchas generaciones en el pasado, algunos concluyen que el mundo es más antiguo de lo que tenemos registrado en la Escritura, y que estaba poblado mucho antes del registro de la creación por una raza de seres bastamente superior en tamaño a los hombres que ahora están sobre la tierra."

"Me ha sido mostrado que sin la historia bíblica, la geología no puede probar nada".

#### La causa de las erupciones volcánicas y de los terremotos
La señora White se posicionó en contra de las ideas científicas de la Geología al afirmar que la Tierra tenía más de seis mil años. Por esta razón, ella tomó el diluvio bíblico como causante del registro fósil. También atribuyó a este evento la formación del carbón y el petróleo. La señora White afirmó que estos combustibles fósiles se incendiaban en el subsuelo siendo la causa de las erupciones volcánicas y de los terremotos.
la declaración aparece en el libro Historia de los patriarcas y profetas, página 99:

“...En ese tiempo (en el diluvio) inmensos bosques fueron sepultados. Desde entonces se han transformado en el carbón de piedra (...) y han producido también inmensas cantidades de petróleo. Con frecuencia el petróleo se enciende y arde bajo la Tierra. Esto calienta las rocas, quema la piedra caliza y derrite el hierro. La acción del agua sobre la cal intensifica el calor y ocasiona terremotos, volcanes y brotes ígneos”

## Obras
1. A fin de conocerle (AFC)
2. Alza tus ojos (AbO)
3. Cada día con Dios (CDD)
4. El Camino a Cristo (CC)
5. Carta a jóvenes enamorados
6. El colportor evangélico (CE)
7. La conducción del niño (CN)
8. El conflicto de los siglos (CS)
9. Conflicto y valor (CV)
10. Consejos para la Iglesia (CI)
11. Consejos para los maestros, padres y alumnos (CM)
12. Consejos sobre el régimen alimenticio (CRA)
13. Consejos sobre la obra de la escuela sabática (COES)
14. Consejos sobre mayordomía cristiana (CMC)
15. Consejos sobre la salud (CSa)
16. Cristo en su santuario
17. Cristo triunfante
18. De la ciudad al campo
19. El Deseado de todas las gentes (DTG)
20. Dios nos cuida
21. El discurso maestro de Jesucristo (DMJ)
22. La educación (Ed)
23. La educación cristiana (EC)
24. En los lugares celestiales
25. El evangelismo (Ev)
26. Eventos de los últimos días (EUD)
27. Exaltad a Jesús (EJ)
28. La fe por la cual vivo (FV)
29. Fe y obras (FO)
30. Los hechos de los apóstoles (HAp)
31. Hijas de Dios (HD)
32. Hijos e hijas de Dios (HH)
33. La historia de la redención (HR)
34. El hogar adventista (HAd)
35. La iglesia remanente
36. Joyas de los testimonios, 3 vols. (1JT, 2JT, 3JT)
37. Un llamado al evangelismo médico y a la educación sanitaria
38. ¡Maranata: el Señor viene! (Mar)
39. La maravillosa gracia de Dios
40. Meditaciones matinales (MeM)
41. Mensajes para los jóvenes (MJ)
42. Mensajes selectos, 3 vols. (1MS, 2MS, 3MS)
43. Mente, carácter y personalidad, 2 vols. (1MCP, 2MCP)
44. El ministerio de curación (MC)
45. El ministerio de la bondad (MB)
46. El ministerio de las publicaciones (MP)
47. El ministerio pastoral (MPa)
48. Notas biográficas (NB)
49. Nuestra elevada vocación (NEV)
50. Obreros evangélicos (OE)
51. El otro poder (OP)
52. Palabras de vida del gran Maestro (PVGM)
53. Patriarcas y profetas (PP)
54. Primeros escritos
55. Profetas y reyes (PR)
56. Promesas para los últimos días (PUD)
57. Recibiréis poder (RP)
58. Reflejemos a Jesús (RJ)
59. Selecciones del conflicto de los siglos
60. Servicio cristiano (SC)
61. La temperancia (Te)
62. Testimonios acerca de la conducta sexual, adulterio y divorcio (TCSAD)
63. Testimonios para los ministros (TM)
64. Testimonios para la iglesia, vols. 2, 5, 7, 9 (2T, 5T, 7T, 9T)
65. La verdad acerca de los ángeles (VAA)
66. Vida de Jesús (VJ)
67. La voz: su educación y su uso correcto